# بول ميلغروم
بول روبرت ميلغروم (بالإنجليزية: Paul Robert Milgrom)‏ (20 أبريل 1948 -) عالم اقتصاد أمريكي حاز على جائزة نوبل في العلوم الاقتصادية عام 2020 مناصفة مع روبرت ويلسون
بول روبرت ميلغروم (مواليد 20 أبريل 1948) اقتصادي أمريكي. وهو أستاذ شيرلي وليونارد إيلي للعلوم الإنسانية والعلوم بجامعة ستانفورد، وهو المنصب الذي شغله منذ عام 1987. وهو خبير في نظرية الألعاب، وتحديداً نظرية المزاد واستراتيجيات التسعير. فاز بجائزة جائزة نوبل في العلوم الاقتصادية لعام 2020، مع روبرت ب. ويلسون، «لتطويرهما نظرية المزاد، وتحسين شكل المزادات العلنية التجارية».
شارك في إنشاء نظرية عدم التجارة مع نانسي ستوكي. وهو المؤسس المشارك للعديد من الشركات، كان آخرها، Auctionomics  يوفر البرامج والخدمات التي تخلق أسواقًا فعالة للمزادات والتبادلات التجارية المعقدة.
صمم ميلغروم ومستشار أطروحته روبرت ب. ويلسون بروتوكول المزاد الذي تستخدمه لجنة الاتصالات الفيدرالية (FCC) لتحديد شركة الهاتف التي تحصل على الترددات الخلوية. قاد ميلغروم أيضًا الفريق الذي صمم مزاد الحوافز 2016-2017، والذي كان مزادًا من جانبين لإعادة تخصيص ترددات الراديو من البث التلفزيوني إلى استخدامات النطاق العريض اللاسلكي.

## النشأة والتعليم
وُلِد بول ميلغروم في ديترويت، ميشيغان، في 20 أبريل 1948، وهو الثاني من بين أربعة أبناء لإبراهام إسحاق ميلغروم وآن ليليان فينكلشتاين. انتقلت عائلته إلى أوك بارك، ميشيغان وحضر ميلغروم مدرسة ديوي ثم مدرسة أوك بارك الثانوية.

تخرج ميلغروم من جامعة ميشيغان عام 1970 بدرجة AB في الرياضيات. عمل كخبير اكتواري لعدة سنوات في سان فرانسيسكو في شركة متروبوليتان للتأمين ثم في شركة نيلسون آند وارين للاستشارات في كولومبوس، أوهايو. أصبح ميلغروم زميلًا لجمعية الاكتواريين في عام 1974. في عام 1975، التحق بالدراسات العليا في جامعة ستانفورد في برنامج ماجستير إدارة الأعمال. بعد سنته الأولى، دُعي إلى الدكتوراه. برنامج، الحصول على ماجستير في الإحصاء عام 1978 ودكتوراه في إدارة الأعمال عام 1979. فازت أطروحته حول نظرية المزادات (Milgrom، 1979a) بجائزة ليونارد جيمي سافاج. أدى هذا أيضًا إلى ظهور أول مقال أساسي حول نظرية المزاد (Milgrom، 1979b). أصبح مستشار أطروحته، روبرت ب. ويلسون، لاحقًا مساعده في تصميم مزاد الطيف الذي تستخدمه لجنة الاتصالات الفيدرالية.

## العمل الأكاديمي
شغل ميلغروم منصبًا تدريسيًا في كلية كيلوج للإدارة في جامعة نورث وسترن حيث خدم من 1979 إلى 1983. كان ميلغروم جزءًا من مجموعة من الأساتذة بما في ذلك الحائز على جائزة نوبل في الاقتصاد روجر ميرسون وبينغت هولمستروم ونانسي ستوكي وروبرت جاي ويبر ودونالد جون روبرتس ومارك ساترثويت الذين ساعدوا في جلب نظرية اللعبة واقتصاديات المعلومات للتأثير على مجموعة واسعة من المشاكل في الاقتصاد مثل التسعير والمزادات والأسواق المالية والتنظيم الصناعي.
كان ميلغروم مؤثرًا في تطوير تقدير أعمق لكيفية تطبيق رياضيات الاحتمالات على النظرية الاقتصادية. وأكد، على سبيل المثال، أن رياضيات التوقع المشروط كانت ضرورية لفهم أسئلة المعلومات التطبيقية مثل لعنة الفائز. قدم عمله مع روبرت ويبر في استراتيجيات التوزيع طرقًا جديدة لاستخدام الخصائص الطوبولوجية للمساحات الاحتمالية في تحليل الألعاب حيث يكون للاعبين معلومات مختلفة.

من عام 1982 إلى عام 1987، عمل ميلغروم أستاذًا للاقتصاد والإدارة في جامعة ييل. وفي عام 1987، عاد ميلغروم أستاذًا للاقتصاد إلى جامعته، جامعة ستانفورد، حيث يشغل حاليًا منصب أستاذ شيرلي وليونارد إيلي للعلوم الإنسانية والعلوم في قسم الاقتصاد.

شغل ميلغروم مناصب تحريرية في عدة مجلة وأصبح زميلًا لجمعية الاقتصاد القياسي عام 1984،والأكاديمية الأمريكية للفنون والعلوم عام 1992. في عام 1996، ألقى محاضرة نوبل التذكارية  تكريما للحائز على جائزة ويليام فيكري، الذي توفي بعد ثلاثة أيام من إعلان جائزة نوبل. وفي عام 2006، انتخب ميلغروم في الأكاديمية الوطنية للعلوم.
حصل ميلغروم على جائزة اروين بلين نمرز في الاقتصاد في عام 2008 «لمساهماته بشكل كبير في توسيع فهم دور المعلومات والحوافز في مجموعة متنوعة من البيئات، بما في ذلك المزادات، ونظرية الشركة، وأسواق احتكار القلة.» حصل أيضًا على جائزة BBVA Frontiers of Knowledge لعام 2012 في مجال الاقتصاد والتمويل والإدارة «لمساهماته الأساسية في مجموعة واسعة بشكل غير عادي من مجالات الاقتصاد بما في ذلك المزادات وتصميم السوق والعقود والحوافز والاقتصاد الصناعي واقتصاديات المنظمات، المالية ، ونظرية اللعبة».
في عام 2013، انتخب ميلغروم نائبًا لرئيس الجمعية الاقتصادية الأمريكية.
في عام 2014، فاز ميلغروم بجائزة الإوزة الذهبية عن عمله الذي يتضمن تصميم المزاد.
في عام 2017، فاز ميلغروم بجائزة CME Group-MSRI في التطبيقات الكمية المبتكرة لعمله في تصميم المزاد.
في عام 2020، عُيّن زميلًا متميزًا في الرابطة الاقتصادية الأمريكية.

## وصلات خارجية
- الموقع الرسمي
- بول ميلغروم منشورات مفهرسة من قبل جوجل سكولار
- بول ميلغروم على موقع جائزة نوبل